# Ruta 5 del metro de Nova York
La Ruta 5 Lexington Avenue Express és un servei de ferrocarril metropolità subterrani del Metro de Nova York, als Estats Units d'Amèrica. En hores punta els trens circulen entre Eastchester-Dyre Avenue o Nereid Avenue, ambdós al Bronx, i Brooklyn College-Flatbush Avenue, a Brooklyn, i amb servei exprés (en direcció a zones congestionades) a les zones del Bronx, Manhattan i Brooklyn, amb serveis limitats en hores punta a Crown Heights-Utica Avenue o New Lots Avenue degut a les limitacions d'espai al llarg del segment sud de l'avinguda Nostrand.
Als migdies, tardes i caps de setmana els trens circulen entre Eastchester-Dyre Avenue i Bowling Green, amb servei exprés a Manhattan i servei local al Bronx. A les nits hi ha llançadores locals entre Eastchester-Dyre Avenue i East 180th Street (Bronx) on la ruta 2 proveeix servei al Bronx Sud, Manhattan i Brooklyn.
A diferència d'altres metros, cada servei no correspon a una única línia, sinó que un servei pot circular per diverses línies de ferrocarril. El servei 5 utilitza les següents línies:
| Ruta 5 del Metro de Nova York | Línia                   | <<                                  | >>                                  | Vies                    | Temps                                    |
| ----------------------------- | ----------------------- | ----------------------------------- | ----------------------------------- | ----------------------- | ---------------------------------------- |
| Ruta 5 del Metro de Nova York | White Plains Road Line  | Nereid Avenue-238th Street          | East 180th Street                   | local                   | en hora punta cap a zones congestionades |
| Ruta 5 del Metro de Nova York | Dyre Avenue Line        | tota la línia                       | tota la línia                       | N/A                     | sempre                                   |
| Ruta 5 del Metro de Nova York | White Plains Road Line  | East 180th Street                   | 149th Street-Grand Concourse        | local exprés hora punta | altes hores de la nit                    |
| Ruta 5 del Metro de Nova York | Jerome Avenue Line      | sud de 149th Street–Grand Concourse | sud de 149th Street–Grand Concourse | local                   | altes hores de la nit                    |
| Ruta 5 del Metro de Nova York | Lexington Avenue Line   | tota la línia                       | tota la línia                       | exprés                  | altes hores de la nit                    |
| Ruta 5 del Metro de Nova York | Joralemon Street Tunnel | tota la línia                       | tota la línia                       | N/A                     | només en hora punta                      |
| Ruta 5 del Metro de Nova York | Eastern Parkway Line    | nord de Franklin Avenue             | nord de Franklin Avenue             | expréss                 | només en hora punta                      |
| Ruta 5 del Metro de Nova York | Nostrand Avenue Line    | tota la línia                       | tota la línia                       | local                   | només en hora punta                      |
| Ruta 5 del Metro de Nova York | Eastern Parkway Line    | sud de Franklin Avenue              | sud de Franklin Avenue              | exprés                  | alguns viatges en hora punta             |
| Ruta 5 del Metro de Nova York | New Lots Line           | tota la línia                       | tota la línia                       | local                   | alguns viatges en hora punta             |